# Lappberg
Lappberg, by och tågmötesstation i Gällivare kommun i Lappland.
Lappberg ligger i Gällivare sockens norra skogsbygd, vid malmbanan, norr om Kaitumälven, cirka 67 km norr om Gällivare och cirka 33 km söder om Kiruna. Vid Lappberg station fanns ett stationshus som från början varit en banvaktsstuga, och som revs 1985.
Strax öster om Lappberg rinner det lilla vattendraget Vuottasjohka, vilket avvattnar bl.a. Vuottasjaure cirka 2 km väster om Lappberg.
Från Lappbergs station går en enkel väg upp till toppen av berget Sjisjka (717 m ö.h.), som ligger i nordväst och som bebyggts med vindkraftverk.